# Solanum atropurpureum
Solanum atropurpureum là loài thực vật có hoa trong họ Cà. Loài này được Schrank miêu tả khoa học đầu tiên năm 1824.